# 科爾內利角
76°14′S 162°45′E / 76.233°S 162.750°E
科爾內利角（Cornely）是南極洲的海岬，位於維多利亞地的斯科特海岸，處於德角以北6公里，美國地質調查局根據測量和美國海軍拍攝的空中照片繪入地圖，現時由南極條約體系管理。